# جمعية كشافة البحرين
جمعية كشافة البحرين هي المنظمة لكشفية الوطنية في مملكة البحرين. تأسست في عام 1953 وأصبحت عضوا في المنظمة العالمية للحركة الكشفية في عام 1970. كشافة البحرين لديها 2301 عضو اعتبارا من عام 2011.
غالبا ما تشارك المنظمة الكشفية البحرينية الصغيرة في أحداث تعاونية مع جارتها الكويت وقطر. يشارك الكشافة في خدمة المجتمع مثل تنظيف المناطق الملوثة ورش المبيدات الحشرية والتبرع بالدم والمساعدة في تنظيم خدمات المتبرعين بالدم والمساعدة في المناسبات الرياضية والقيام بدور المسعفين في المدارس.

## البرنامج والأقسام
- الأشبال من 8 سنوات إلى 12 سنة.
- الفتيان من 12 سنة إلى 14 سنة.
- المتقدم من 14 سنة إلى 18 سنة.

هناك أيضا قسم للكشافة المعاقين.
شعار الكشفية هو كن مستعدا.